# Campo Partidor Zumpango
Campo Partidor Zumpango är en ort i Mexiko.   Den ligger i kommunen Cuautla och delstaten Morelos, i den sydöstra delen av landet, 70 km söder om huvudstaden Mexico City. Campo Partidor Zumpango ligger 1 334 meter över havet och antalet invånare är 311.
Terrängen runt Campo Partidor Zumpango är varierad. Runt Campo Partidor Zumpango är det ganska tätbefolkat, med 222 invånare per kvadratkilometer. Närmaste större samhälle är Cuautla Morelos, 5,0 km sydost om Campo Partidor Zumpango. Omgivningarna runt Campo Partidor Zumpango är en mosaik av jordbruksmark och naturlig växtlighet.